# Malutki Lisek i Wielki Dzik
Malutki Lisek i Wielki Dzik – polska seria komiksowa dla dzieci autorstwa Bereniki Kołomyckiej, ukazująca się od 2015 nakładem wydawnictwa Egmont Polska.

## Fabuła
Seria opowiada o przyjaźni Malutkiego Liska i Wielkiego Dzika, którzy wędrują do krainy Tam. Zanim się poznali, Lisek mieszkał sam Tutaj, czyli pod jabłonią na wzgórzach. Gdy pojawił się Wielki Dzik i namówił Liska na wyprawę w nieznane, obaj nie wiedzieli, ile przygód ich czeka.

## Tomy
| Tom | Tytuł i rok I wydania |
| --- | --------------------- |
| 1   | Tam (2015)            |
| 2   | Najdalej (2016)       |
| 3   | Świt (2017)           |
| 4   | Tamtędy (2018)        |
| 5   | Huk (2019)            |
| 6   | Okropieństwo (2020)   |
| 7   | Porządki (2021)       |
| 8   | Trzy słowa (2022)     |
| 9   | Niezwykłość (2024)    |
| 10  | Awantura (2025)       |

## Nagrody i odbiór
W 2015 za pierwszy tom serii Berenika Kołomycka została wyróżniona w Konkursie im. Janusza Christy na komiks dziecięcy, współorganizowany przez Egmont Polska. Nagrodą była publikacja tomu, a jego popularność i pozytywne recenzje przyczyniły się do powstania kolejnych.